# 十年式12公分高射砲
十年式12公分高射炮（日语：四五口径十年式十二糎高角砲）是日本帝國海軍在大正十年（1921年）研發，由三年式12公分艦砲為基礎研改的艦載高射炮；雖然性能不及1930年代以後的新型炮，但因製程較簡易、重量適切；1945年日本戰敗之前為日本艦載高射炮中產量最大的一款型號。

## 簡介
日本第一款開發的艦用高射砲是以3英吋野戰砲改造的三年式8公分高射砲，雖然體積輕盈，但性能只算差強人意；在飛機的性能與日俱進的背景，研製新型高射炮有其必要。
1920年代初世界各國尚未研發出高射計算機，防空任務是採以目視確認暨紙筆計算為運行方式；高射炮主要指標是高初速、彈道平直為主，這種特性符合大部分中口徑艦砲的特性，主要海軍強國都是用既有艦砲研改成高射砲，日本帝國海軍並未自外於這個風潮。
在1910年代第一次世界大戰爆發前的日英同盟蜜月期，日本自英國皇家海軍引進了4.7英寸(120公厘)艦炮，且很快的成為驅逐艦上標準武裝；因此改造的母體仍使用該型炮。修改作業由艦政本部執行，十年式的研改從1921年開始，1922年（大正十一年）測試完成並制式化；直到1926年才在服役的新型艦上出現，量產裝配在1920年代完成的航空母艦、重巡洋艦；與三年式相較，除了炮身、制退復進機與彈藥仍相容，其它部分都重新設計，包括：
1. 汰換原版的間斷螺紋式炮閂，更改為水平滑楔式炮閂，裝彈動線簡化
2. 射角達75度的新型炮架，高度可讓裝彈手在所有角度均可裝彈

雖然在射擊數據上有著優秀表現，但十年式高射炮推出不到10年就遭八九式127公厘高射炮取代，後續產量劇減，原因主要有兩項。
原因其一是日本帝國海軍在華盛頓海軍條約後全面調整中口徑艦砲，50倍径三年式127毫米炮服役之後，日本自1920年代末期所服役的新銳驅逐艦用主炮口徑全面調整至127公厘、120公厘規格艦炮因此逐步汰除。
原因其二是十年式高射炮的整合層級過於陽春，從機械式射擊計算機、艦炮電動油壓驅動機制普及、火炮半自動進彈機構及彈藥庫上彈機購等，高射炮因飛機的高速化，走向須以多炮集合防空彈幕的聯合防空陣勢；然而1930年代前的中口徑艦炮多是靠全手動解決問題，重新設計耗日費時，但不改進性能堪慮。1931年4艘妙高級重巡洋艦曾實施聯合防空陣型測試，在18節航速下對抗於高度1,500-2,000公尺，時速111-129公里（60到70節 ）的飛行目標；其射擊成果命中率只有2.2%，彈幕散落在2,000 - 5,500公尺間、每分鐘射擊彈藥平均6.4發，其射控精度、彈藥消耗量、防空彈幕密度的不足顯而易見，無法用火炮本體性能彌補。
不過，因為整合彈道計算機與上彈輔助機構的電動高射炮成本不斐，經濟大恐慌時代的日本沒有充裕經費換掉現役的十年式高射炮，因此在重巡洋艦上有相當數量的十年式高射炮仍運用到1941年以後，甚至有像鳥海號重巡洋艦這種到1944年都還沒換掉的案例；現役的十年式則開始配發1930年代初期設計的九一式高射指揮儀／九四式高射指揮儀遂行防空戰鬥時的計算任務。同時，一戰完工的的驅逐艦當時尚未除役，海軍倉庫裡還存放充裕的彈藥及備用零件，貿然汰換可說極為浪費，於是到1941年日美開戰時，日本的中口徑艦炮仍然是120／127公厘並行的狀況。
在日美開戰後，日本海軍面臨了巨量的擴軍壓力，尤其仰賴由海外運輸物資的日本本土來說，持續被盟軍獵殺掉的運輸艦促使日軍得耗費更多資源投入護航作業，日本海軍大量增建海防艦或是改造武裝船舶，這時候便宜、製造時程短且庫存充裕的120公厘艦炮再度從倉庫裡拖出來大量配發在新造勤務艦艇上，且決議復產，並研發新式炮彈。
1942年後，十年式高射炮以巨量規模增產，最大產能在1944年，該年生產了1,600門十年式高射炮炮管；到1945年戰敗前，日本製鋼室蘭製造所與吳海軍工廠生產了3000根左右的炮管，組裝成炮的至少有2,600門；該炮不只在軍艦上出現，日本海軍在各地的防禦據點都廣泛布置了這種武器，至今仍有相當多的同型廢棄炮散落在太平洋戰場各處。

## 衍生型
- 雙聯裝炮版本

A型改一
橋立級巡邏艦、順天級砲艇上配備版本
A型改三
御蔵級海防艦、日振級海防艦、鵜来級海防艦上裝設，砲塔動力為機械輸出
A2型
使用電動油壓驅動，無炮盾設計，裝設在赤城號、加賀號航空母艦；加賀號裝設之A2型在近代化工程時拆除，於1944年改裝至滿州國軍服役的順天級砲艇。
- 單裝炮版本

B型
青葉級重巡洋艦裝備、無炮盾。
B1型
妙高級、高雄級重巡洋艦裝備，操炮全人力作業，設有炮盾，重10公噸。
B2型
裝設輸出功率5馬力(3.7KW)的電力馬達，液壓驅動操炮，轉動速度等同A2型炮；炮身外圍覆蓋厚度1.6-3.2公厘的防彈片用薄炮塔，全重9.8公噸
裝載艦有古鷹級重巡洋艦近代化工程時更換、大鷹號航空母艦、雲鷹號航空母艦
C型
第二次世界大戰時期量產版，陸地據點用，人力操炮
D型
第二次世界大戰時期量產版，陸地據點用，機械動力操炮；產量極少
E型
C型炮換裝在海防艦上的版本，設有炮盾，增裝機械動力相關線路
御蔵級、日振級、鵜来級尾炮，夕張號輕巡洋艦，八十島級海防艦於戰爭後期增設
E型改二
C型炮艦裝版，設有炮盾，人力操炮，主要以丙級海防艦、丁級海防艦這類更小型的簡裝海防艦上裝置

## 彈種
因為十年式與三年式炮膛藥室容積相同之故，所有的三年式艦炮炮彈均可與十年式共通；惟滑塊式炮閂氣密表現不如螺紋，在操作壓力較低的情況下初速略減
| 可用彈藥 |                        |                         |                        |          |                        |
| 類型     | 型號                   | 重量，公斤（彈體/彈頭） | 彈頭裝藥               | 服役時間 | 備註                   |
| 半穿甲彈 | 四號普通彈             | 33.5 / 20.3             | 苦味酸，1.7公斤        | 1929年   | 彈頭長46公分           |
| 照明彈   | 星彈(後改名為照明彈甲) |                         |                        | 1929年   | 燃燒時間30秒           |
| 練習彈   | 時限演習彈             |                         | 無，高射引信訓練用     | 1926年   |                        |
| 半穿甲彈 | 一式普通彈             |                         | 間硝基苯胺，1.86公斤   | 1941年   |                        |
| 反潛炮彈 | 反潛彈                 | 不明／16.4公斤          | 3.8公斤                | 1943年   | 平頭彈，彈頭長41.5公分 |
| 照明彈   | 照明彈乙／三式照明彈   |                         | 鎂、硝酸鋇、蜂蠟混合物 | 1943年   | 亮度為60萬燭光         |
| 半穿甲彈 | 四式普通彈             | 不明／22.5公斤          | 間硝基苯胺，1.86公斤   | 1944年   | 未服役，彈頭長51.6公分 |

## 類似裝備
- 4.7英吋速射炮8型（英语：QF 4.7 inch Mk VIII naval gun）:1920年代英國量產的艦用單裝高射砲，以4.7英吋艦炮改良製成